# ATB Radio
ATB Radio es una  estación radial boliviana, parte del grupo ATBMedia. Es una radio de programación general, encargada de difundir entretenimiento.
Perteneciente a ATBMedia como filial de ATB. Comenzó como estación contemporánea de deportes, antes del 2014 se llamaba La Red Deportiva y comenzó sus transmisiones en el 102.7 MHz del dial FM en La Paz en enero de 2014

## Programación
- La Red Deportiva: Programa deportivo.
- Tu Mañana: Programa de variedades.
- ATB Noticias: Noticiero simultáneo con la transmisión del canal (La 1ra de ATB, ATB Noticias, Anoticiando).
- Radioterapia: Programa musical
- Bombo Clap: Programa de música urbana.
- Encanto Boliviano: Programa de música folklore boliviana.
- 16 Bist: Programa de geek.
- Paranormal: Programa esotérico.
- Warmis: Programa informativo (entrevistas).
- Bitcast: Pódcast de videojuegos y películas .
- El Poder del Disco: Programa musical (música de los 70s, 80s, 90s).
- Al Son de la Salsa: Programa de música (salsa, bachata, merengue).

### Programación anterior
- Copa Mundial de Fútbol de 2022 (20 de noviembre - 18 de diciembre de 2022)

## Emisoras
Desde 2014, ATB compró frecuencias independientes para su propia red
| Ciudad       | Nombre comercial | Operado por                    | Frecuencia |
| ------------ | ---------------- | ------------------------------ | ---------- |
| La Paz       | ATB Radio        | Pasión Boliviana "Radio"       | 107.2 FM   |
| Cochabamba   | ATB Radio        | Estación FM Oropeza            | 89.2 FM    |
| Potosí       | ATB Radio        | Illimani de Comunicaciones S.A | 93.7 FM    |
| Sucre        | ATB Radio        | Illimani de Comunicaciones S.A | 93.7 FM    |
| Oruro        | ATB Radio        | Illimani de Comunicaciones S.A | 92.5 FM    |
| Trinidad     | ATB Radio        | Illimani de Comunicaciones S.A | 92.5 FM    |
| Cobija       | ATB Radio        | Illimani de Comunicaciones S.A | 92.5 FM    |
| Tarija       | ATB Radio        | Illimani de Comunicaciones S.A | 92.5 FM    |
| Guayaramerín | ATB Radio        | Illimani de Comunicaciones S.A | 92.3 FM    |
| Riberalta    | ATB Radio        | Illimani de Comunicaciones S.A | 92.3 FM    |
| San Borja    | ATB Radio        | Illimani de Comunicaciones S.A | 92.3 FM    |
| Bermejo      | ATB Radio        | Illimani de Comunicaciones S.A | 92.3 FM    |
| Caraparí     | ATB Radio        | Illimani de Comunicaciones S.A | 92.3 FM    |